# Hot Stuff (Neja)
Hot Stuff è il secondo album della cantante italiana Neja, pubblicato nel giugno del 2003.

## Album
Dopo l'uscita del singolo Hot Stuff, inizia a lavorare con Alex Bagnoli all'omonimo e secondo album, che vede la luce nel giugno del 2003. Nonostante vi sia stato inizialmente un alleggerimento di sonorità, l'album è più dance rispetto al precedente, ma si chiude con “Saturday”, un brano R&B che si avvicina alle sonorità della musica black. L'album, uscito su Universal Music, è stato stampato in edizione limitata.

## Tracce
1. Hot Stuff – 3:55 (Cacciola, Timmity)
2. Lookin' 4 Something – 4:00 (Cacciola, Timmity)
3. Showin' Up – 3:43 (Cacciola, Timmity)
4. Alright – 3:49 (Cacciola, Timmity)
5. Destiny – 4:22 (Cacciola, Timmity)
6. Summer Without U – 3:57 (Cacciola, Timmity)
7. Knock Knock Knock – 3:27 (Cacciola, Timmity)
8. Lookin' 4 Something (A.M. Traxx Dance Mix) – 4:42 (Cacciola, Timmity)
9. Hot Stuff (Alternative Extended Rmx) – 5:59 (Cacciola, Timmity)
10. Saturday – 5:53 (Cacciola, Timmity)

Durata totale: 43:47